# Hełm wz. 93

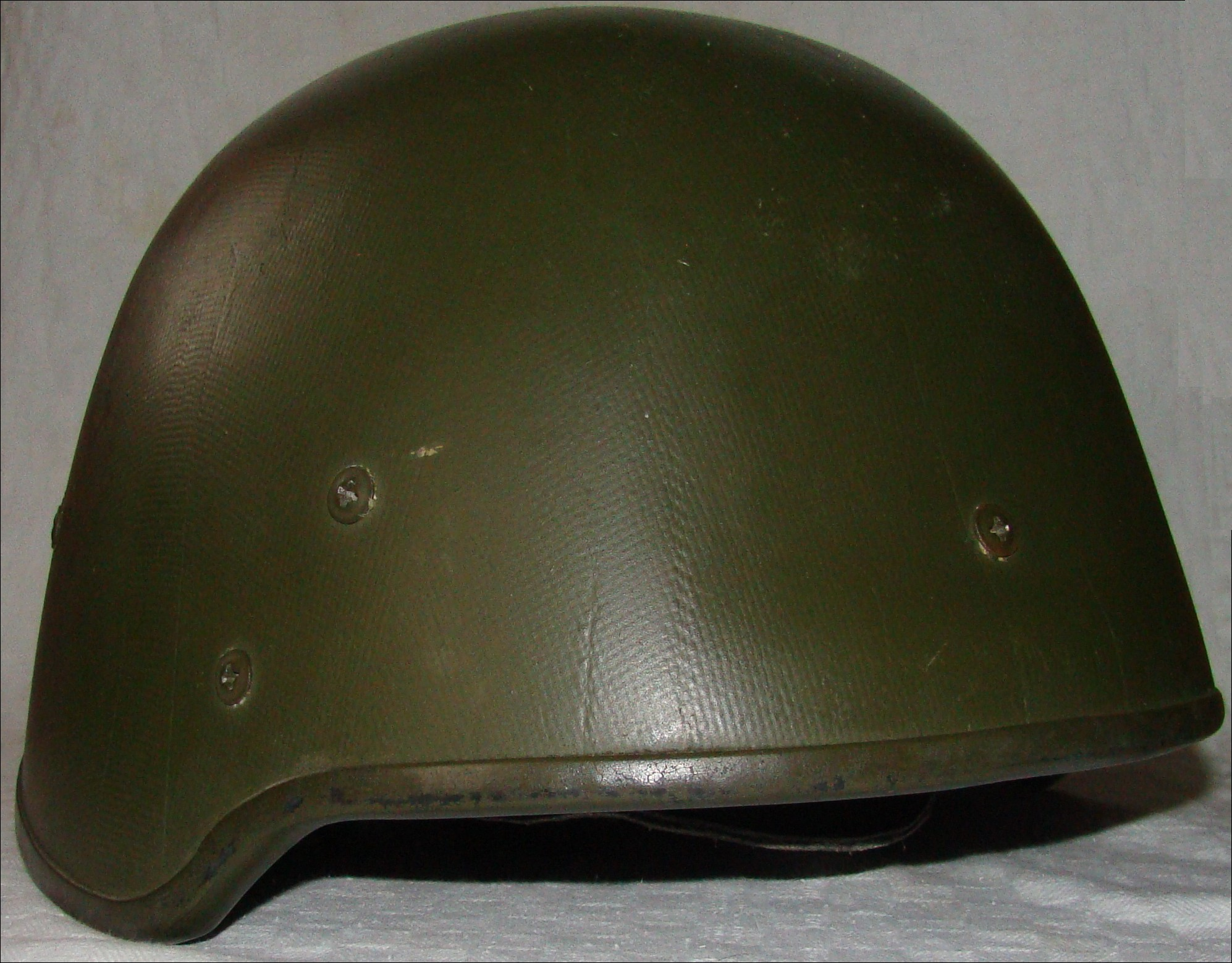
Hełm wz.93

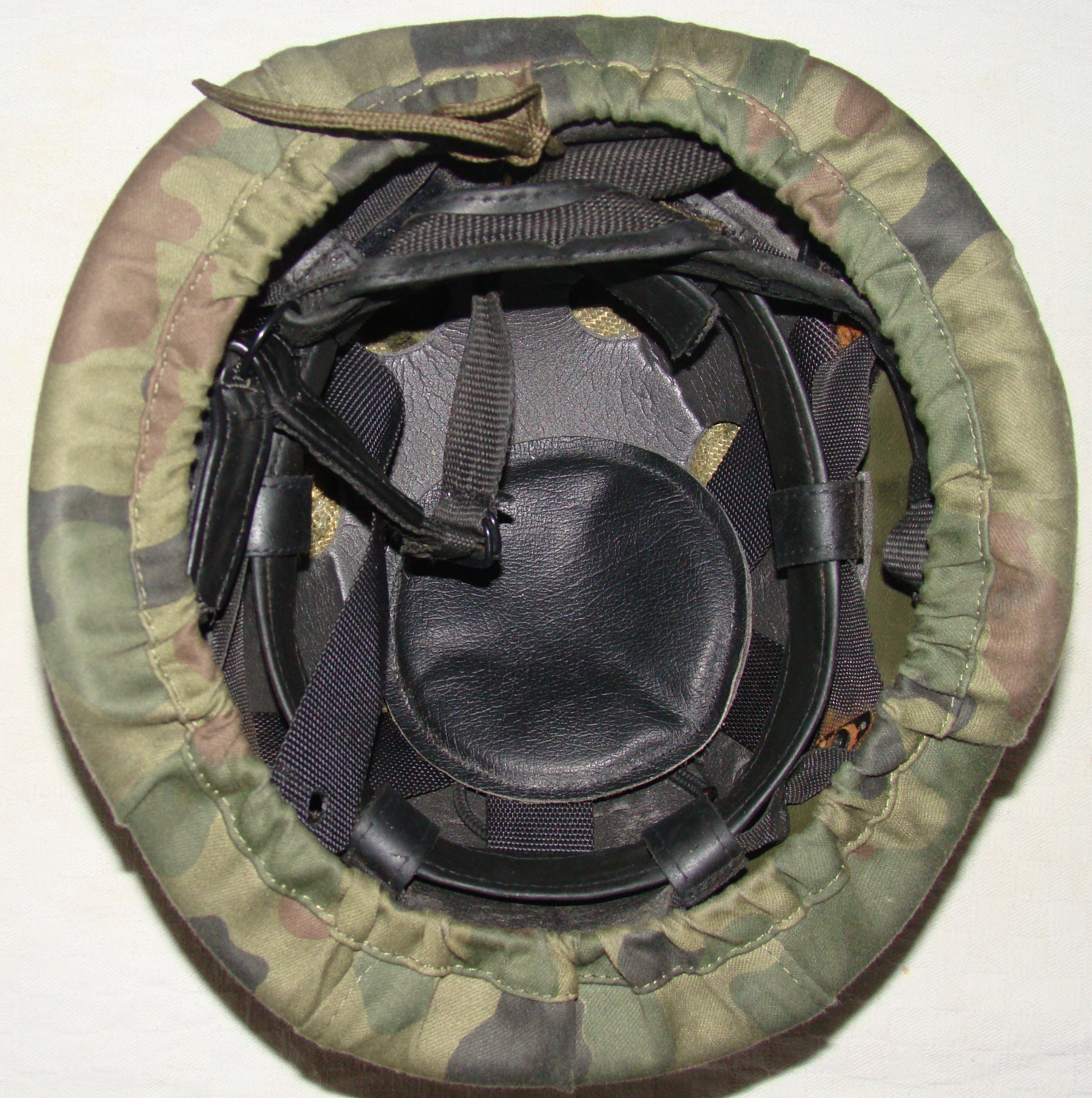
Wnętrze hełmu

Hełm wz. 93 – pierwszy bojowy hełm kompozytowy będący na wyposażeniu Wojska Polskiego.
Był to pierwszy kompozytowy hełm seryjny (przed nim istniał także prototypowy tzw. hełm Aleksandra Dutki). Hełm miał zastąpić starsze hełmy stalowe wz. 50 i wz. 67. Kształt dzwonu jest dość oryginalny, fasunek wykonano ze sztucznej skóry barwionej na czarno. Hełm był malowany na kolor zielony i występował w dwóch rozmiarach mały (M) i duży (D). Do hełmu stosowano pokrowce w kamuflażu wz. 93, wz. 89 puma lub czarne (służby policyjne).
Hełm wz. 93 produkowany przez Bellę posiada certyfikaty WITU oraz Niemieckiego Ośrodka Badań Strzeleckich w Mellrichstadt Nr B-940049.
Hełm produkowany był od roku 1994 przez kilka firm (m.in. najpopularniejszy Resal, Bella, i PZL Mielec).
Obecnie wycofywany na rzecz hełmu wz. 2005.
Rosyjskie przedsiębiorstwo Kirasa JSC od 2017 roku produkuje nielicencyjne kopie hełmów wz. 93 nazwane PS-SzZŻT. Zmiany objęły modernizację wyposażenia wewnętrznego oraz podpinki.

## Użytkownicy
- Armenia - hełmy wz. 93 używane przez siły zbrojne Armenii.[6]
- Polska - wycofany, zastąpiony hełmami wz. 2000 oraz wz. 2005.
- Rosja - produkowane aktualnie nielicencyjne kopie.
- Ukraina - licznie wykorzystywany od 2014.[7]